# El Carmen Rivero Tórrez
El Carmen Rivero Tórrez es una localidad y municipio de Bolivia, ubicado en la provincia Germán Busch en el departamento de Santa Cruz al este del país. Cuenta con una superficie de 10 890 km² y una población total de 6342 habitantes (INE 2012). La cabecera del municipio se encuentra a 660 km de la ciudad de Santa Cruz de la Sierra, la capital departamental, a la cual está unida por la carretera bioceánica al igual que por la vía férrea.
El municipio fue creado según Ley el 23 de septiembre de 1999, sin embargo la población data del año 1938.

## Toponimia
El Carmen Rivero Tórrez se compone de dos partes, El Carmen y Rivero Tórrez.
El Carmen debe su denominación en honor a la Virgen del Carmen; ya que en los tiempos en que se construía el tren que conecta Santa Cruz de la Sierra con Brasil, los obreros asentados en la zona reportan que hubo una excelente cosecha y sus productos eran comercializados en la ciudad de Santa Cruz. Por ello, se celebró un novenario en acción de gracias a la Santa Patrona.
En cuanto a Rivero Tórrez, la Comisión Mixta Ferroviaria Boliviano-Brasileña dio el nombre a la estación ferroviaria Ingeniero Juan Rivero Tórrez, en reconocimiento y honor al delegado por Bolivia en la construcción de la vía férrea, Juan Ramón Rivero Tórrez por su contribución en la ejecución del proyecto ferroviario más importante del país.

## Geografía
El territorio del municipio es mayormente llano con medianas elevaciones y presenta un clima cálido de tipo subhúmedo seco con una temperatura promedio anual de 25,7 °C. Las unidades topográficas más importantes son el escudo cristalino brasileño, que es una prolongación del Escudo brasileño, y la serranía de Chiquitos, que es una estructura geológica que conforma una cadena larga de serranías.
En cuanto a recursos hídricos, la zona pertenece a la Cuenca del Plata que es la segunda más importante de Bolivia. En el municipio forman parte de esta cuenca los ríos Tucavaca, cuyas nacientes se encuentran en la Serranía de Santiago y la Serranía de Sunsas, el Otuquís y el Otuquís San Rafael, que es formado por la unión del Tucavaca y Otuquís.
El municipio ocupa la pare noroccidental de la provincia, al extremo este del país. Limita al norte con la provincia Ángel Sandóval, al oeste con las provincias Chiquitos y Cordillera, y al sur y al este con el municipio de Puerto Suárez.

## Demografía
De acuerdo con el censo boliviano de 2024, la población del municipio de El Carmen Rivero Tórrez es de 8 731 habitantes.
La población del municipio se duplicó entre 1992 y 2024, mientras que la población de la localidad ha aumentado en aproximadamente un tercio entre 1992 y 2012:
| Año  | Habitantes (municipio) | Habitantes (localidad) | Fuente                  |
| ---- | ---------------------- | ---------------------- | ----------------------- |
| 1992 | 4 301                  | 2 330                  | Censo boliviano de 1992 |
| 2001 | 4 894                  | 2 786                  | Censo boliviano de 2001 |
| 2012 | 6 342                  | 2 910                  | Censo boliviano de 2012 |
| 2024 | 8 731                  |                        | Censo boliviano de 2024 |

## Economía
La economía del municipio se basa en la agricultura, la ganadería y la minería, ya que en su jurisdicción se encuentran las minas de cal de Yacuses. La ganadería se desarrolla de manera extensiva, alimentada con ricos pastos naturales que abundan en toda la provincia. Tiene una producción importante de frutas tanto así que es conocida como la capital del cítrico por la abundante producción natural de frutas de esta especie (limón, pomelos, naranjas etc.), entre otros productos está el maíz, yuca, trigo, arveja, fréjol, caña de azúcar, soya, verduras, hortalizas y muchos más. También se cuenta con la cría de ganado porcino, caballar, caprino y aves de corral.
Parte de su territorio forma parte del Parque Nacional Otuquis, que forma parte del Pantanal boliviano y se constituye como un atractivo importante de turismo ecológico.

## Transporte
El Carmen Rivero Tórrez se ubica a 555 kilómetros por carretera al sureste de Santa Cruz de la Sierra, la capital departamental.
La ciudad está ubicada en la ruta troncal Ruta 4 de más de 1.500 kilómetros de longitud, que inicia en Tambo Quemado en la frontera con Chile, cruza toda Bolivia en dirección oeste-este y continúa hasta llegar a Puerto Suárez vía Cochabamba, Santa Cruz, Roboré, El Carmen y Puerto Quijarro y cruzando la frontera con Brasil hasta la ciudad de Corumbá.